# Domholzschänke

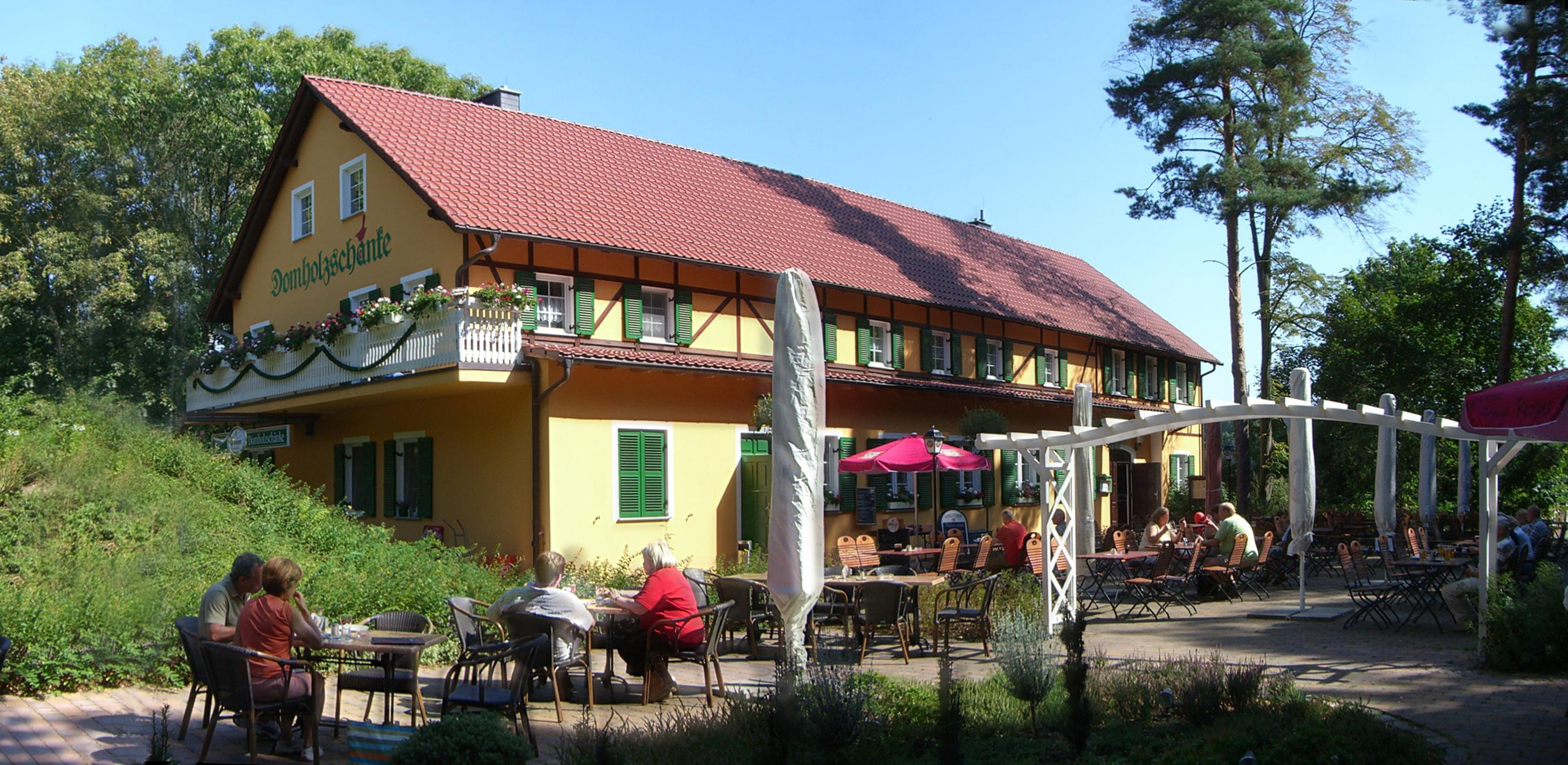
Die Domholzschänke 2009

Die Domholzschänke ist ein Ausflugslokal östlich von Kleinliebenau im nordwestlichen Leipziger Auenwald.

## Lage
Die Domholzschänke liegt im Auenwald, etwa zehn Kilometer westnordwestlich von Leipzig und 2,8 Kilometer südsüdöstlich von Schkeuditz, zu dessen Flur sie nach der Eingemeindung von Dölzig gehört. Die Entfernung zur Neuen Luppe beträgt 200 Meter. Die Gaststätte ist auf einem von der Verbindungsstraße Schkeuditz–Dölzig (B 186) abzweigenden Fahrweg zu erreichen, aber auch auf Rad- und Wanderwegen durch den Auenwald.

## Geschichte
Bis ins 19. Jahrhundert wurde an der Stelle der heutigen Gaststätte eine Hütte zu Forst- und Jagdzwecken genutzt. Sie soll auch häufig von König Albert von Sachsen anlässlich von Jagdausflügen besucht worden sein. 1912 bis 1918 waren die Leipziger Pfadfinder Eigentümer des Anwesens.
1928 wurde neben der Jagdhütte ein Ausflugslokal mit dem Namen „Domholzschänke“ eröffnet. Der Name geht auf den domstiftlichen Besitz dieses Teils des Auenwaldes zurück, der daher „Dömerey-Holz“ und später „Domholz“ genannt wurde. Das Lokal erfreute sich bald wachsender Beliebtheit und wurde in der noch autoarmen Zeit für die Region zu einem festen Begriff für ein Tagesausflugsziel. Wegen ihrer Abgelegenheit war sie während der NS-Zeit auch ein bevorzugter Ort für illegale politische Treffen.
Zu DDR-Zeiten führten die Schul-Wandertage häufig hierher zu „Bockwurst mit Kartoffelsalat oder Nudelsuppe“.
Die Wirtin der Domholzschänke konnte sich erfolgreich den Verstaatlichungsversuchen der DDR-Behörden widersetzen. Als nach dem Ende der DDR Fernreisen möglich wurden und die Domholzschänke an Bedeutung verlor, musste sie den Betrieb einstellen. Durch Nichtnutzung verfiel das Anwesen in den 1990er Jahren. 2002 wurde hier noch der Fernsehfilm „Marga Engel kocht vor Wut“ mit Marianne Sägebrecht in der Hauptrolle gedreht, bevor die Lokalität im Januar 2003 durch Brandstiftung bis auf die Grundmauern niederbrannte.
2006 wurde die Domholzschänke wieder aufgebaut und gewinnt wegen der wieder zunehmenden Bedeutung der Naherholung an Beliebtheit.
Zum 1. April 2019 schloss die Domholzschänke, da laut Aussage des Betreibers der Personalmangel und eine weitere Großbaustelle den Weiterbetrieb unmöglich machten.
Nach einer achtmonatigen Schließung und einem Betreiberwechsel ist die Domholzschänke seit Dezember 2019 wieder geöffnet.
Zusätzlich zum Restaurant besteht auf dem Areal noch ein Imbiss mit Biergarten.